# Hyloxalus idiomelus
Hyloxalus idiomelus es una especie de anfibio anuro de la familia Dendrobatidae.

## Distribución geográfica
Esta especie es endémica del Perú. Habita en la provincia de Bellavista en la región de San Martín y en Ucayali en la región de Loreto entre los 1620 y 2840 m sobre el nivel del mar en la Cordillera Central.

## Descripción
Los machos miden hasta 24.8 mm y las hembras hasta 27.8 mm.

## Publicación original
- Rivero, 1991 : New Colostethus (Amphibia, Dendrobatidae) from South America. Breviora, n.º 493, p. 1-28[5]